# توم فيلدز
توم فيلدز (بالإنجليزية: Tom Fields)‏ هو لاعب كرة قدم أسترالية أسترالي، ولد في 19 ديسمبر 1992.

## وصلات خارجية
- توم فيلدز على موقع AustralianFootball.com (الإنجليزية)
- توم فيلدز على موقع AFLtables.com (الإنجليزية)